# طبشور رسم

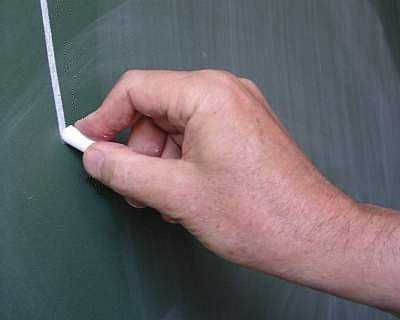
الكتابة بالطبشور على اللوحة الدراسية.

الطبشوره وجمعها الطباشير أو الحوار هو مادة بيضاء اللون تتكون من كربونات الكالسيوم)(CaCO3)، تستخدم في الكتابة على الألواح الخشبية والمعدنية كما أن بعض المدارس في الدول النامية لا تزال تستخدم هذه المادة في الكتابة على الألواح الدراسية.

## أصل الكلمة
أصل كلمة طباشير هو «تبشير» وهي كلمة ذات أصول تركية تعني الجبس المستخدم للكتابة، دخلت في اللغة العربية كسائر الكلمات الدخيلة لعدم وجود هذا النوع من استعمال الجبس عند العرب.[بحاجة لمصدر]

## تكوين الطباشير
يتكون الطباشير بشكل أساسي من كربونات الكالسيوم بكميات بسيطة ومن الطمي والطين. التي تتشكل عادة تحت سطح الماء،  في قاع البحر، ثم تتحول نتيجة التعرض للضغط لشكل الطباشير المعروف .

## الاسم العلمي
كربونات الكالسيوم.

## استخدامات الطباشير
يستخدم الطباشير في صنع الجير الحي والجير المطفي ويستخدم كـ مونة جير نورة في المباني.
استبدلت الاستخدامات التقليدية للطباشير بمواد أخرى، بالرغم من أن كلمة «الطباشير»  ماتزال تطلق على هذه المواد، ومثال على ذلك:
- طباشير السبورة سبورة
- طباشير الرصيف  يشبه طباشير السبورة إلا أنه أكبر في الحجم. ويستخدم للرسم على الأرصفة والشوارع والطرق.

يستخدم الطباشير في  الزراعة  لرفع درجة  حموضة التربة. كما يستخدم في مجال الألعاب الرياضية، وفي الجمباز ورفع الأثقال لتجفيف اليد من العرق ومنع الانزلاق.
يستخدم أيضا في الخياطة لرسم العلامات المؤقتة على القماش ويحتوي معجون الأسنان أيضا على كمية بسيطة من الطباشير ليساعد في عملية كشط وتنظيف الاسنان